# کریم احمد خان
کریم اسد احمد خان (زاده ۳۰ مارس ۱۹۷۰) وکیل بریتانیایی متخصص در حقوق کیفری بین‌المللی و حقوق بین‌الملل حقوق بشر است که از سال ۲۰۲۱ به عنوان دادستان دیوان کیفری بین‌المللی خدمت کرده است.
پس از انتصاب توسط دبیرکل سازمان ملل متحد، آنتونیو گوترش، او را به عنوان دستیار دبیرکل سازمان ملل متحد منصوب کرد. او به عنوان مشاور ویژه و رئیس گروه تحقیقاتی سازمان ملل بر پایه قطعنامه ۲۳۷۹ (۲۰۱۷) شورای امنیت برای ترویج مسئولیت‌پذیری در قبال جنایات داعش در عراق فعالیت کرد.
در فوریه ۲۰۲۱ خان به عنوان دادستان ارشد دادگاه بین‌المللی کیفری (ICC) برگزیده شد.

## آغاز زندگی و تحصیل
کریم احمد خان در ۳۰ مارس ۱۹۷۰ در ادینبورگ زاده شد. پدر خان، پزشک متخصص پوست، زاده مردان پاکستان بود. مادر پرستار و شهروند بریتانیا بود.
او در مدرسه سیلکوتس در غرب یورکشر تحصیل کرد و مدارک LLB و AKC را از کینگز کالج لندن گرفت. او بعداً در کالج ولفسون در دانشگاه آکسفورد در مقطع پی‌اچ‌دی در رشته حقوق تحصیل کرد. ولی دوره را تکمیل نکرد.

## کار وکالت
او در سال ۱۹۹۲ توسط Lincoln's Inn به کانون وکلای انگلستان و ولز فراخوانده شد. خان بین سال‌های ۱۹۹۳ و ۱۹۹۶ دادستان سلطنتی در دستگاه قضایی انگلستان و ولز بود و در سال ۱۹۹۵ به عنوان دادستان ارشد سلطنتی گماشته شد.
کریم احمد خان تجربه فروانی به عنوان دادستان، مشاور قربانیان و وکیل مدافع در دادگاه‌های داخلی و بین‌المللی کیفری دارد. از جمله تجربیات وی در دیوان کیفری بین‌المللی، دادگاه بین‌المللی رسیدگی به نسل‌کشی رواندا، دادگاه بین‌المللی نسل‌کشی بوسنی، شعبه فوق‌العاده در دادگاه نسل‌کشی کامبوج، دادگاه‌های ویژه جنگ داخلی لبنان و سیرالئون دارد.
او از سال ۲۰۱۶ تا ۲۰۱۸ وکیل سیف‌الاسلام قذافی پسر معمر قذافی بود.
کریم خان همچنین از سال ۲۰۱۷ تا ۲۰۱۸ رئیس شورای وکلای دادگاه کیفری بین‌المللی بود.
وی همچنین سفیر جهانی انجمن وکلای آفریقا است.
در سال ۲۰۱۸ آنتونیو گوترش او را به عنوان نخستین مشاور ویژه و رئیس گروه تحقیقاتی سازمان ملل منصوب کرد که کار آن بررسی جنایات جنگی و جنایت علیه بشریت توسط داعش در عراق بود.
کریم خان در ۱۲ فوریه ۲۰۲۱ در نوزدهمین جلسه شورای کشورهای عضو قانون رم در نیویورک، به سمت دادستان دادگاه جنایات بین‌المللی انتخاب شد. او در ۱۶ ژوئن ۲۰۲۱ سوگند یاد کرد. او سومین دادستان در تاریخ دادگاه جنایات بین‌المللی است.

## پیگردهای بین‌المللی

### روسیه
کریم خان در سال ۲۰۲۳ به عنوان دادستان نقش اساسی در صدور حکم دستگیری ولادیمیر پوتین و ماریا لووا-بلوا کمیسر حقوق کودکان در روسیه داشت. چند روز پس از این تصمیم، روسیه شروع به تحقیق علیه کریم خان و سه قاضی دادگاه جنایات بین‌المللی کرد.

### حماس و اسرائیل
در پی جنگ اسرائیل و حماس، او در مه ۲۰۲۴ خواستار صدور حکم دستگیر بنیامین نتانیاهو، یوآف گالانت، و یحیی سنوار به دلیل ارتکاب جنایات جنگی در هر دو طرف شد. ۱۲ سناتور و نماینده مجلس جمهوری‌خواه آمریکا با امضای نامه‌ای او و دیگر اعضای دیوان کیفری بین‌المللی را تهدید کردند که در صورت صدور حکم پیگرد برای مقامات اسرائیلی، برای ورود این قضات و خانواده‌هایشان به ایالات متحده تحریم‌های وضع خواهد شد.
این اقدامات و تهدیدات بخشی از سیاستهای گسترده‌تر ایالات متحده علیه دیوان کیفری بین‌المللی، است زیرا آمریکا از اعضای این دیوان نیست و همیشه مخالفتهایی با اقدامات آن داشته است.

## زندگی شخصی
خان یکی از اعضای جامعه مسلمانان احمدیه است. او ابتدا با یاسمین رحمان مونا، دختر چهارمین خلیفه جامعه مسلمانان احمدیه، میرزا طاهر احمد ازدواج کرد. سپس با داتو شیامالا آلاژندرا، وکیل مالزیایی ازدواج کرده است. او دو پسر دارد. او یک خواهر و دو برادر دارد. یکی از آنها عمران احمد خان، نماینده پیشین محافظه کار بریتانیا است.